# Kęstutis Bartkėnas
Kęstutis Bartkėnas (16 de diciembre de 1967) es un deportista lituano que compitió en atletismo adaptado. Ganó cuatro medallas en los Juegos Paralímpicos de Verano entre los años 1996 y 2004.

## Palmarés internacional
| Juegos Paralímpicos | Juegos Paralímpicos      | Juegos Paralímpicos | Juegos Paralímpicos |
| Año                 | Lugar                    | Medalla             | Prueba              |
| ------------------- | ------------------------ | ------------------- | ------------------- |
| 1996                | Atlanta (Estados Unidos) | Medalla de plata    | 5000 m T11          |
| 1996                | Atlanta (Estados Unidos) | Medalla de bronce   | 10 000 m T11        |
| 2000                | Sídney (Australia)       | Medalla de bronce   | 5000 m T13          |
| 2004                | Atenas (Grecia)          | Medalla de bronce   | 10 000 m T13        |